# Mon soleil
Singles de Dadju
Le dua
(2021) Banksy
(2021)
Singles par Anitta
Girl from Rio
(2021) Furiosa
(2021)
Clip vidéo
[vidéo] « Mon Soleil », sur YouTube
Mon soleil est un single du chanteur français Dadju et de la chanteuse brésilienne Anitta, sorti le 3 juin 2021 comme deuxième extrait de la réédition du deuxième album studio de Dadju Poison ou Antidote.

## Clip vidéo
Le clip vidéo, tourné en République dominicaine, est sorti le 25 juin 2021.

## Formation
- Dadju – chant
- Anitta – chant
- Nyadjiko – programmation, production

## Classements et certification
| Classements (2021)                      | Meilleure position |
| --------------------------------------- | ------------------ |
| France (SNEP)                           | 8                  |
| Belgique (Wallonie Ultratop 50 Singles) | 22                 |
| Portugal (AFP)                          | 86                 |

| Classements (2021) | Position |
| ------------------ | -------- |
| France (SNEP)      | 41       |

### Certification
| Région                                                                                                 | Certification | Ventes/Streams |
| --- | ------------- | -------------- |
| France (SNEP)                                                                                          | Diamant       | 50 000 000*    |
| *Ventes selon la certification ^Mise en rayon selon la certification xNon précisé par la certification |               |                |